# Morinowotome connexa
Morinowotome connexa är en tvåvingeart som beskrevs av Wang 1996. Morinowotome connexa ingår i släktet Morinowotome och familjen borrflugor. Inga underarter finns listade i Catalogue of Life.